# نگگوسواویتسه (استان لوبوسکی)
نگگوسواویتسه (استان لوبوسکی) (به لهستانی: Niegosławice) یک روستا در لهستان است که در گمینا نگگوسواویتسه واقع شده‌است.
 نگگوسواویتسه  ۹۳۰ نفر جمعیت دارد.